# Tim Willocks
Timothy Willocks (Stalybridge, 1957) è uno scrittore e psichiatra britannico.
Esperto in psichiatria, Willocks ha lavorato per alcuni anni alla riabilitazione dei tossicodipendenti.

## Carriera
Egli è noto per la rappresentazione di se stesso, o di alcuni aspetti della sua personalità, nei suoi romanzi e per la sua esperienza riguardo alle droghe e alle arti marziali. Infatti Willoks ha raggiunto il livello di cintura nera nello Shotokan karate.
Il suo romanzo Bad City Blues è stato adattato per il grande schermo nel 1999 con un film interpretato da Dennis Hopper. Willocks ha anche scritto il film-documentario di Steven Spielberg, The Unfinished Journey.
Nel settembre 2012 ha ricevuto il Premio Sugarprize durante la seconda edizione del Sugarpulp Festival.
Tim ha scritto anche la sceneggiatura del film Lo straniero che venne dal mare del 1997 e basato sul racconto del 1903 Amy Foster scritto da Joseph Conrad.
Uno dei suoi romanzi più recenti, Religion, è ambientato nel 1565, durante l'Assedio di Malta ed è l'inizio di una trilogia proiettata. Si basa sulle avventure di Mattias Tannhauser, un ragazzo sassone che, dopo l'uccisione della sua famiglia da parte dei turchi, viene rapito e addestrato per diventare un giannizzero nell'Impero ottomano. Dopo anni di servizio lascia la vita militare per darsi al commercio di armi e oppio. In seguito torna alle armi per aiutare una giovane contessa maltese a ritrovare suo figlio, perduto da molti anni.
Nel 2013 è uscito il secondo romanzo della trilogia: I dodici bambini di Parigi. La vicenda narra delle peripezie che affronta Mattias Tannhauser nella città di Parigi durante i fatti (storici) della Notte di San Bartolomeo per ritrovare la moglie Carla.
Si dice che Willocks abbia avuto una relazione con la popstar Madonna. È anche un appassionato di poker.

## Opere

### Trilogia di Mattias Tannhauser
1. Religion (The Religion), Milano, Cairo, 2006 traduzione di Chiara Brovelli ISBN 88-6052-047-9.
2. I dodici bambini di Parigi (The twelve children of Paris, 2013)[5], Terni, Multiplayer.it, 2014 ISBN 978-88-6355-285-0.

### Altri romanzi
- Bad City Blues (1991), Milano, Cairo, 2008 traduzione di Giancarlo Carlotti ISBN 978-88-6052-173-6.
- Il fine ultimo della creazione (Green River Rising), Milano, Mondadori, 1995 traduzione di Katia Bagnoli ISBN 88-04-40197-4.
- Re macchiati di sangue (Bloodstained Kings, 1996), Milano, Mondadori, 1997 traduzione di Katia Bagnoli ISBN 88-04-42241-6.
- Doglands (2011), Casale Monferrato, Sonda, 2012 traduzione di Simone Buttazzi ISBN 978-88-7106-656-1.
- Un caso complicato per l'ispettore Turner (Memo from Turner), Roma, Newton Compton, 2018 traduzione di Marialuisa Amodio ISBN 978-88-227-2305-5.

## Sceneggiature
- Lo straniero che venne dal mare (Swept from the sea, 1997) (basato sul racconto di Joseph Conrad Amy Foster, 1903).